# Хинкли, Гордон
Гордон Битнер Хинкли (англ. Gordon Bitner Hinckley; 23 июня 1910 — 27 января 2008) — 15-й президент Церкви Иисуса Христа Святых последних дней с 1995 по 2008 год.
Президентство Хинкли ознаменовано строительством храмов. Более половины действующих храмов были построены при нём. Он также руководил реконструкцией исторического храма в Наву, Иллинойс, и строительством конференц-центра на 21000 человек. Во время его служения в этом призвании было издано «Семья: воззвание к миру» и был учреждён постоянный образовательный фонд. На момент смерти президента Хинкли доля членов церкви, присоединившихся к церкви при нём, составляла около одной трети.

## Биография

### Ранние годы
Родился в семье Брианта Стригема и Ады Битнер Хинкли. Один из его предков, Стивен Хопкинс, прибыл в Америку на «Мейфлауэре». Другой был известен тем, что служил губернатором Плимутской колонии в 1680—1692. После учёбы в университете штата Юта, где Хинкли получил степень бакалавра, он стал миссионером церкви СПД — редкое явление для эпохи Великой депрессии. Он служил миссионером полного дня в Великобритании. В конце своего служения был призван помощником руководителя Европейской миссии.
По окончании миссии получил поручение от президента Хибера Гранта заняться созданием церковной службы общественных дел.

### Постепенное возвышение
В 1937 вошёл в состав генерального совета воскресной школы. После Второй мировой войны Хинкли служил исполнительным секретарём комитета по миссионерской деятельности церкви. Он также был человеком, ответственным за поддержание связи между церковью и «Дезерет бук»; был представителем церкви и работал с представителем «Дезерет бук» Томасом С. Монсоном.
В начале 1950-х годов Хинкли служил в комитете, который решал вопрос о том, как проводить храмовые обряды в швейцарском храме. Проблема состояла в проведении обрядов на не меньше чем десяти языках. Она решилась через использование фильма облечения (храмового обряда). Опыт Хинкли в журналистике и в связях с общественностью хорошо подготовил его к тому, чтобы председательствовать над церковью, когда она получала ещё больше освещения в средствах массовой информации.
В течение 20 лет руководил службой по связям с общественностью. В 1951 был назначен исполнительным секретарём Главного миссионерского комитета и в течение семи лет заведовал всей миссионерской деятельностью церкви. Служил также в качестве президента Восточного Милкрикского кола Солт-Лейк-Сити, затем 6 апреля 1958 года был призван помощником в Кворум двенадцати апостолов, войдя таким образом в состав высшего руководства церкви.
5 октября 1961 года стал членом Кворума Двенадцати апостолов Церкви Иисуса Христа Святых последних дней. Заведовал подразделениями церкви в Азии, Европе и Южной Америке. Инспектировал храмы, контролировал миссионерскую деятельность, благотворительные службы, работу священства, а также посещал членов церкви, состоявших на военной службе. Занимал пост председателя комитета по подготовке и проведению мероприятий, посвящённых 150-летию церкви в 1980.
С 23 июля 1981 по 12 марта 1995 года Хинкли служил советником в Первом президентстве. В течение 1980-х здоровье президента Кимбалла и его стареющих советников Н. Элдона Таннера и Мэриона Дж. Ромни ухудшилось и, Хинкли оказался единственным здоровым членом Первого президентства. Когда Таннер умер в 1982 году, Ромни сменил его в качестве первого советника, и Хинкли сменил Ромни в качестве второго советника в Первом президентстве. Из-за плохого здоровья Кимбалла и Ромни Хинкли был вовлечён в большую часть повседневных дел ведения церкви.
В качестве члена Первого президентства играл важную роль в управлении как духовными, так и мирскими делами церкви. За это время было обращено более 10 миллионов человек в 160 странах. Несколько раз объездил весь мир и освятил больше храмов, чем любой другой лидер церкви до него. Был первым президентом церкви, посетившим Испанию, где в 1996 году освятил территорию под строительство мадридского храма, а также Африку, где встречался со Святыми последних дней в Нигерии, Гане, Кении, Зимбабве и Южной Африке.

### Смерть
Гордон Хинкли скончался 27 января 2008 года в своём доме в Солт-Лейк-Сити в окружении родных и близких. Прощальная церемония была проведена 2 февраля в конференц-центре Церкви. Хинкли был похоронен на кладбище Солт-Лейк-Сити рядом со своей женой, умершей четырьмя годами ранее.
После смерти Кимбалла в ноябре 1985 года, в то время бывший президент Кворума двенадцати апостолов Эзра Тафт Бенсон стал президентом церкви и назвал Хинкли своим первым советником. Томас С. Монсон был назван вторым советником, и временно все три члена Первого президентства выполняли свои обязанности. Однако в начале 1990-х годов, у Бенсон обнаружились серьёзные проблемы со здоровьем, и Хинкли снова выполнял многие обязанности президента церкви до смерти Бенсона в 1994 году. После смерти Бенсона, Говард У. Хантер стал президентом, и Хинкли и Монсона продолжали служить советниками Первого президентства. Одновременно Хинкли стал президентом Кворума двенадцати апостолов в силу старшинства.
Крупные светские СМИ неоднократно брали интервью у Гордона Хинкли, в их числе New York Times, Los Angeles Times, а также телепрограмма CBS 60 Minutes, которую в пасхальное воскресенье 1996 увидели более 20 миллионов человек. В сентябре 1998 года он стал участником популярной программы кабельного телевидения CNN Larry King Live, в которой дал интервью известному телеведущему Ларри Кингу.

## Семья
Гордон Хинкли женился на Марджори Пэй в 1937 году. От их брака родились пятеро детей. Сестра Хинкли скончалась 6 апреля 2004 года.

## Светская деятельность и награды
Одновременно Гордон Хинкли вёл активную общественную и деловую жизнь, занимая различные руководящие посты в ряде крупных корпораций.
Хинкли был известен строительством храмов. Прежде чем он стал президентом в 1995 году было[где?] 47 храмов, действующих в церкви, к моменту его смерти их стало 124; более, чем две трети из них были посвящены или вновь посвящены Хинкли, и 14 объявлены или в стадии строительства.
Хинкли осуществлял надзор за другими важным строительными проектами, в том числе за строительством конференц-центра и обширными ремонтными работами в Табернакале Солт-Лейка.
В 23 сентября 1995 года Хинкли выпустил «Семья: воззвание к миру», утверждение веры и совета о святости семьи и брака, подготовленное Первым президентством и Кворумом двенадцати апостолов.
В феврале 1996 года церковное членство в странах вне Соединённых Штатов превосходило долю членства США.
В ноябре 2000 года президент Хинкли выступал перед молодёжью церкви и рассказал о шести качествах, над развитием которых следует работать, его знаменитые шесть «будь»: «будь благодарным, будь разумным, будь чистым, будь верным, будь смиренным, и будь богомольным». Они впервые были представлены в его бестселлере Нью Йорк Таймс «Отстаивать своё» «Standing for Something», понятие которых было расширенно в книге «Way to be!» («Так и надо!»).
31 марта 2001 года он объявил о программе «Постоянный образовательный фонд», значительный вклад, которого обеспечивает студентов из развивающихся стран займами. 22 октября 2002 года Хинкли принял участие в посвящении здания «Гордона Б. Хинкли» в кампусе университета Бригама Янга-Айдахо в Рексбурге, штат Айдахо. Это здание стало первым в УБЯ-Айдахо, которое было названо в честь живущего президента Церкви.
В апреле 2003 году Хинкли произнёс речь, в которой рассматривал продолжающуюся войну в Ираке. Он сказал: «Нами как гражданами управляют руководители соответствующих государств. В их распоряжении имеется больше политических и военных разведданных, чем доступно обычным людям», добавляя, «кроме того, мы — люди, которые любят свободу, которые намерены защищать свободу везде, где ей грозит опасность». Он также отметил, «Возможно, Господь даже привлечёт к ответу нас, если мы попытаемся воспрепятствовать или преградить путь тем, кто вовлечён в столкновение с силами зла и угнетения».
В Марте 2005 году Хинкли вместе с Томасом Монсоном а Джеймсом Фаустом отпраздновали свою 10-ю годовщину в Первом президентстве — первый раз в истории церкви, когда первое президентство продолжало служить вместе без изменений в составе.
В июне 2006 году Хинкли ездил в Айова Сити, Айова чтобы выступить на праздновании 150-й годовщине первого похода Мормонских пионеров способом ручной тележки. 23 июня 2006 года в свой 96-й день рождения, Хинкли участвовал в церемонии закладки в университете Бригама Янга в Прово, штат Юта, нового здания, названного его именем. Оно было завершено и посвящено на 97-й день рождения Хинкли.
В 31 марта 2007 года Хинкли снова посвятил табернакль в Солт-Лейк Сити после обширного восстановления. Последнее публичное появление Хинкли было 4-го января 2008 года, когда он снова посвятил капитолий штата Юта.
Во время своего служения в качестве президента Хинкли выступал больше двух тысяч раз, пролетел почти один миллион миль в более чем 160 странах. Он часто встречался с членами церкви и посвящал приходы и храмов.
В 2004 году был удостоен медали Свободы, высшей гражданской награды США, которую ему вручил президент страны Джордж Буш. Получил также ряд премий в сфере образования от Университета Южной Юты и Университета Юты. Почётный доктор наук Вестминстерского колледжа, Государственного университета Юты, Университета Юты, Университета Бригама Янга и Университета Южной Юты. Получил также премию Серебряного Быка от организации «Бойскауты Америки» и был награждён Национальной конференцией (бывшая Национальная конференция христиан и иудаистов) за вклад в развитие терпимости и понимания во всем мире.
Занимал пост председателя исполнительного комитета Совета попечителей Университета Бригама Янга.